# Apiocera alastor
Apiocera alastor är en tvåvingeart som först beskrevs av Walker 1849.  Apiocera alastor ingår i släktet Apiocera och familjen Apioceridae. Inga underarter finns listade i Catalogue of Life.